# Лоума, Йосеф
Йо́сеф Ло́ума (чеш. Josef Louma, 3 декабря 1898, Прага — 12 августа 1955, там же) — чехословацкий шахматист, деятель национального и международного шахматного движения; национальный мастер и шахматный композитор, международный арбитр (1952). Представитель Чехословакии в ФИДЕ (1927—1955). Шахматный литератор; главный редактор журнала «ФИДЕ» (1955) и «Ческословенски шах». Участник ряда национальных чемпионатов; лучший результат — 4—5-е место (1948). Автор шахматного учебника для начинающих и ряда турнирных сборников.

## Книги
- Oldřich Duras, velký mistr šachové kombinace. Životní dilo, Praha, 1954 (соавтор).